# Nářečí slovenštiny

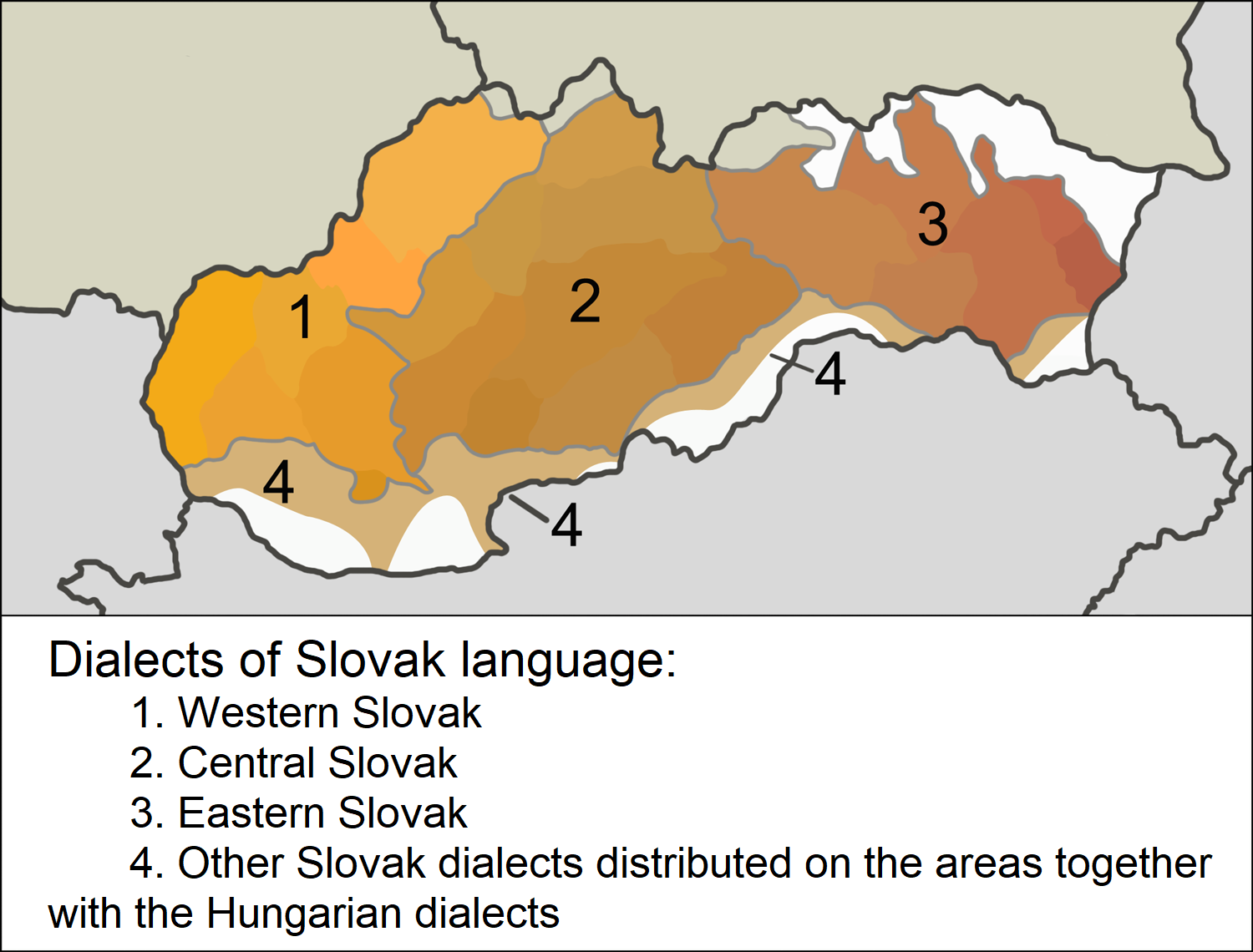
Přibližná mapa rozdělení jednotlivých nářečí slovenštiny

Nářečí slovenštiny jsou formou slovenského národního jazyka, kterou používají obyvatelé menší zeměpisné oblasti (tzv. nářeční oblasti) v každodenním společenském a pracovním styku s nejbližším okolím. Slovenská nářečí spolu se spisovnou slovenštinou v nejširším smyslu tvoří dohromady slovenský národní jazyk.
Nářečí se dědí ústně z generace na generaci. Slovenská nářečí jsou značně diferencovaná (je jich na malém území relativně hodně), zejména v horských oblastech.

## Dělení
Slovenská nářečí se dělí na:
- Západoslovenská nářečí
- Středoslovenská nářečí
- Východoslovenská nářečí

Další skupinou jsou goralská nářečí, tvořící přechod mezi slovenštinou a polštinou, zahrnují i některá nářečí východoslovenská. Používají se na severu Slovenska.
Někdy se mezi slovenská nářečí řadí i varianty slovenštiny používané mezi Slováky v diasporách, například v Maďarsku, Rumunsku, Srbsku, Chorvatsku, Bulharsku nebo na Ukrajině.
Během druhé světové války byla východomoravská nářečí zařazována mezi nářečí slovenštiny (jindy běžně označovaná jako nářečí češtiny). Dnes tento názor zastává menšina českých lingvistů.